# Montpollin
Montpollin ([mɔ̃pɔˈlɛ̃] ⓘ) ist eine Ortschaft und ehemalige Gemeinde mit 282 Einwohnern (Stand: 1. Januar 2022) im französischen Département Maine-et-Loire in der Region Pays de la Loire. Sie gehörte zum Arrondissement Saumur. Die Bewohner werden Montépollinois und Montépollinoises genannt.
Der Erlass des Präfekten vom 30. März 2012 legte mit Wirkung zum 1. Januar 2013 die Eingliederung von Montpollin als Commune déléguée zusammen mit den früheren Gemeinden Baugé, Pontigné, Saint-Martin-d’Arcé und Le Vieil-Baugé zur Commune nouvelle Baugé-en-Anjou fest.
Der Erlass des Präfekten vom 10. Juli 2015 legte mit Wirkung zum 1. Januar 2016 eine Neugründung von Baugé-en-Anjou als Commune nouvelle fest, indem Montpollin mit den bisherigen Communes délégueés und zehn weiteren Gemeinden und Orte zusammengelegt wurden.

## Geografie

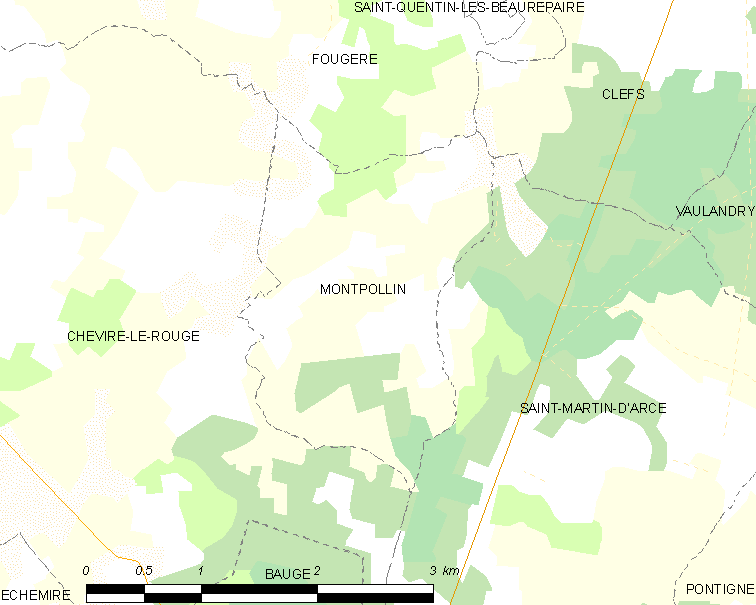
Karte von Montpollin

Montpollin liegt etwa 36 Kilometer ostnordöstlich von Angers, etwa 52 Kilometer südsüdwestlich von Le Mans und etwa 36 Kilometer nördlich von Saumur in der Région naturelle des Baugeois. Das Ortsgebiet liegt am Rand des Pariser Beckens. Das Bodenrelief zeigt ein hügeliges Gebiet mit einer maximalen Höhe von 103 m in einem Waldstück südwestlich des Zentrums, das auf einer Höhe von etwa 77 m liegt. Das Ortsgebiet wird vom Verdun entwässert, der das Ortsgebiet im Osten begrenzt und in seinem Oberlauf teilweise trockenfällt.
Umgeben wird Montpollin von vier Communes déléguées von Baugé-en-Anjou:
|                                     | Fougeré (Commune déléguée)                  | Clefs (Commune déléguée)               |
|                                     | Kompassrose, die auf Nachbargemeinden zeigt |                                        |
| Cheviré-le-Rouge (Commune déléguée) |                                             | Saint-Martin-d’Arcé (Commune déléguée) |

## Toponymie und Geschichte
Frühere Formen des Ortsnamens waren:
Terra de Montepolino in pago Andegavensi (1047), Terra de Montepolim (1095 und 1109), Villa que dicitur Monpolins (1146), 'Villa que dicitur Monpolimps (1153), 'Villa que dicitur Monpolin (1167), Consuetudines de Montpoli (1167), Cura de Montepolim (1467), Pollin (1559), Pollin autrement Montpollin (1685), Pollin (1720–1726), Montpaulin (1798), Mont Pollin (1793), Mont-Pollin (1801).
Montpollin war im Mittelalter ein Landgut der Herzöge des Anjou und wurde 1047 der Abtei Notre-Dame in Saintes gestiftet. Die bereits existierende Kirche wurde dem heiligen Germanus geweiht.

## Bevölkerungsentwicklung

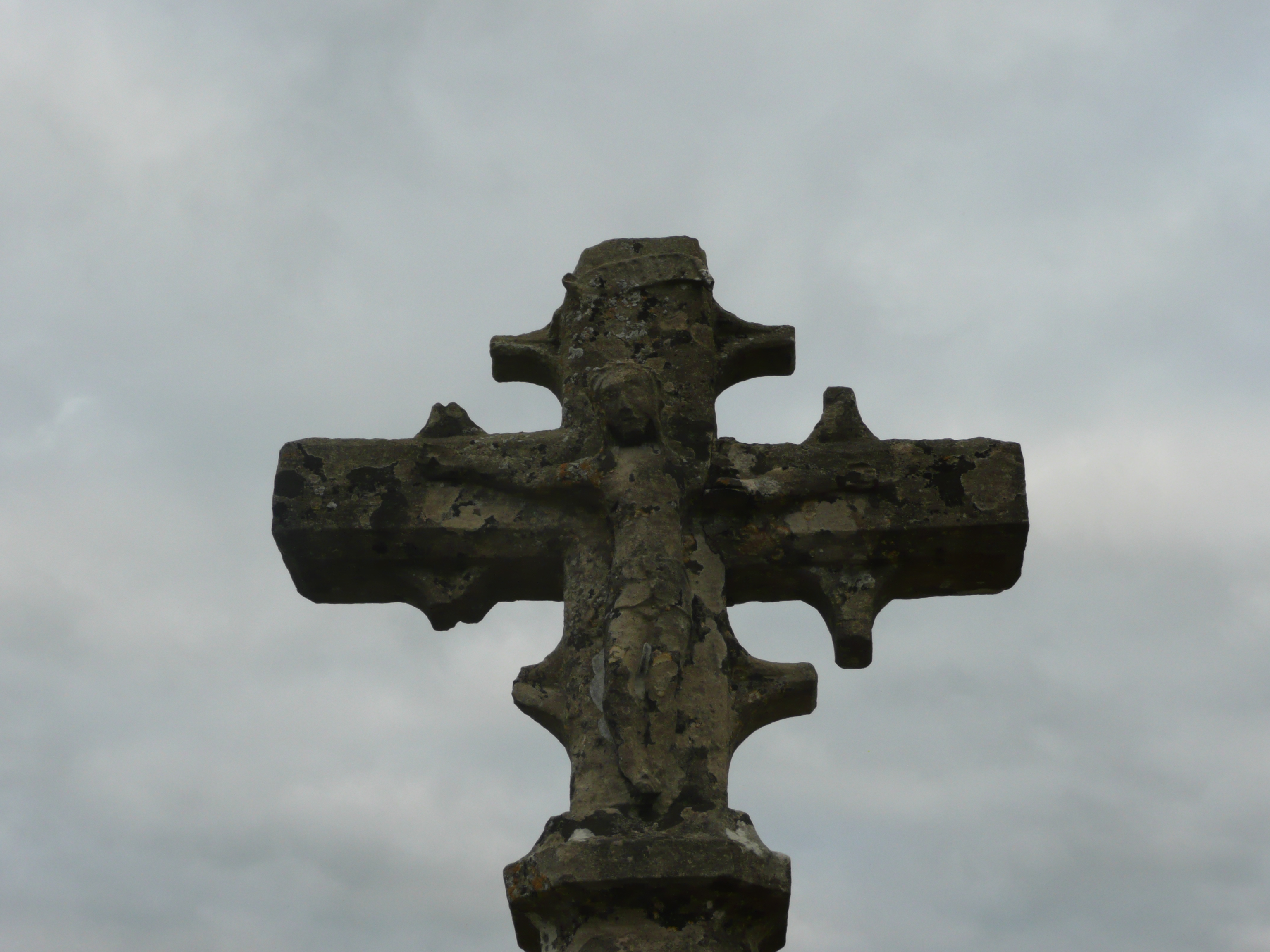
Steinkreuz auf dem Ortsfriedhof

| Montpollin: Einwohnerzahlen von 1793 bis 2020                                                                              | Montpollin: Einwohnerzahlen von 1793 bis 2020 | Montpollin: Einwohnerzahlen von 1793 bis 2020 | Montpollin: Einwohnerzahlen von 1793 bis 2020 | Montpollin: Einwohnerzahlen von 1793 bis 2020 |
| --- | --------------------------------------------- | --------------------------------------------- | --------------------------------------------- | --------------------------------------------- |
| Jahr |                                               |                                               |                                               | Einwohner                                     |
| 1793 | 1793                                          |                                               | 204                                           | 204                                           |
| 1800 | 1800                                          |                                               | 202                                           | 202                                           |
| 1806 | 1806                                          |                                               | 209                                           | 209                                           |
| 1821 | 1821                                          |                                               | 252                                           | 252                                           |
| 1831 | 1831                                          |                                               | 264                                           | 264                                           |
| 1836 | 1836                                          |                                               | 225                                           | 225                                           |
| 1841 | 1841                                          |                                               | 235                                           | 235                                           |
| 1846 | 1846                                          |                                               | 232                                           | 232                                           |
| 1851 | 1851                                          |                                               | 241                                           | 241                                           |
| 1856 | 1856                                          |                                               | 242                                           | 242                                           |
| 1861 | 1861                                          |                                               | 244                                           | 244                                           |
| 1866 | 1866                                          |                                               | 230                                           | 230                                           |
| 1872 | 1872                                          |                                               | 215                                           | 215                                           |
| 1876 | 1876                                          |                                               | 209                                           | 209                                           |
| 1881 | 1881                                          |                                               | 214                                           | 214                                           |
| 1886 | 1886                                          |                                               | 214                                           | 214                                           |
| 1891 | 1891                                          |                                               | 201                                           | 201                                           |
| 1896 | 1896                                          |                                               | 182                                           | 182                                           |
| 1901 | 1901                                          |                                               | 178                                           | 178                                           |
| 1906 | 1906                                          |                                               | 181                                           | 181                                           |
| 1911 | 1911                                          |                                               | 172                                           | 172                                           |
| 1921 | 1921                                          |                                               | 155                                           | 155                                           |
| 1926 | 1926                                          |                                               | 151                                           | 151                                           |
| 1931 | 1931                                          |                                               | 145                                           | 145                                           |
| 1936 | 1936                                          |                                               | 136                                           | 136                                           |
| 1946 | 1946                                          |                                               | 142                                           | 142                                           |
| 1954 | 1954                                          |                                               | 192                                           | 192                                           |
| 1962 | 1962                                          |                                               | 175                                           | 175                                           |
| 1968 | 1968                                          |                                               | 164                                           | 164                                           |
| 1975 | 1975                                          |                                               | 141                                           | 141                                           |
| 1982 | 1982                                          |                                               | 131                                           | 131                                           |
| 1990 | 1990                                          |                                               | 129                                           | 129                                           |
| 1999 | 1999                                          |                                               | 129                                           | 129                                           |
| 2006 | 2006                                          |                                               | 169                                           | 169                                           |
| 2013 | 2013                                          |                                               | 228                                           | 228                                           |
| 2020 | 2020                                          |                                               | 260                                           | 260                                           |
| Quelle(n): EHESS/Cassini bis 1999, INSEE ab 2006 Anmerkung(en): Ab 1962 offizielle Zahlen ohne Einwohner mit Zweitwohnsitz |                                               |                                               |                                               |                                               |

## Sehenswürdigkeiten
Die Pfarrkirche Saint-Eutrope stammt aus dem 11. und 13. Jahrhundert. Die nördliche Seitenkapelle gehört der Familie Ribouet de Sancé, deren am östlichen Ortsrand von Montpollin gelegenes, jedoch auf der Gemarkung der ehemaligen Gemeinde Saint-Martin-d’Arcé liegendes Schloss zur Besichtigung zugänglich ist. Auf dem Friedhof steht ein wertvolles Steinkreuz aus dem Jahr 1401. Kirche und Steinkreuz sind seit 1963 als Monument historique eingeschrieben.
Das Herrenhaus im Weiler La Piochère datiert aus dem frühen 17. Jahrhundert, das Pfarrhaus aus dem 16. Jahrhundert.